# Гвозден, Бошко
Бошко Гвозден (серб. Бошко Гвозден, род. 7 января 1950, Ламинци, Градишка) — сербский генерал и военный деятель, военачальник Войска Республики Сербской в период войны в Боснии и Герцеговине.

## Биография
Бошко Гвозден родился 7 января 1950 года в селе Ламинци в общине Градишка в семье Милана и Петры Гвозден. Начальную школу окончил в 1965 году, а четыре года спустя — гимназию. Военное образование получил в Военной академии Сухопутных войск, Командно-штабной школе тактики сухопутных войск и Школе национальной обороны. В Командно-штабной школе темой дипломной работы была «Моторизованная бригада в обороне», а Школе национальной обороны защитил дипломную работу под названием «Оборона Республики Сербской». Службу проходил в Баня-Луке, Сараеве и Самоборе.
Начало распада Югославии встретил в звании подполковника. В 1994 году ему было досрочно присвоено звание полковника, а 10 мая 2001 года — генерал-майора. 
15 мая 1992 года присоединился к Войску Республики Сербской, после чего занялся формированием полка связи Главного штаба. Длительное время руководил данным полком, затем был назначен командиром 1-й Градишской легкопехотной бригады ВРС. После окончания войны занимал ряд должностей в Главном штабе и Министерстве обороны Республики Сербской. В частности, был главой Управления международного сотрудничества. Кроме того, был военным советником члена Президиума Боснии и Герцеговины от Республики Сербской. 
7 марта 2002 года ушел на пенсию.
Женат. Отец троих дочерей.

## Награды
- Югославия Орден за военные заслуги с серебряными мечами
- Югославия Орден труда с серебряным венком
- Республика Сербская Звезда Карагеоргия третьей степени